# Ependymin
Ependymin ist ein Glykoprotein, das im Gehirn von Knochenfischen aus dem Ependym und aus der Extrazellularflüssigkeit isoliert wurde. Es handelt sich um ein Adhäsionsmolekül. Bei Amphibien, Säugetieren und beim Menschen wurden ähnliche Moleküle gefunden, die ependymin related proteins (ERP) genannt werden.
Ependymin tritt in zwei  Glykosylierungsvarianten auf: eine 31 kDa schwere mono-N-glykosylierte Form und eine 37 kDa bi-N-glykosylierte Form. Im Liquor cerebrospinalis und der extrazellulären Matrix des Goldfisches kommt Ependymin mit  15 %  Proteinanteil vor und kann als Mono-, Di- und Polymer nachgewiesen werden, wobei die Monomere durch Calciumionen und die Dimere durch Zinkionen stabilisiert werden. Obwohl Ependymine in den Fibroblasten der Meninx hergestellt werden, findet man sie auch an Neuronen wieder.
Die biologischen Funktionen der Ependymine sind noch weitgehend unbekannt. Sie könnten an der Gedächtniskonsolidierung beteiligt sein, da gezeigt werden konnte, dass sie nach einer vestibulomotorischen Konditionierung von Goldfischen einen erhöhten Turnover aufwiesen. Ependymine scheinen weder beim Lernen, noch beim Kurzzeitgedächtnis, noch bei der Erinnerungsleistung der Goldfische involviert, nur bei der Konsolidierung des Langzeitgedächtnisses.